# Postureig Lleida
Postureig Lleida és una dinàmica comunicativa emmarcada en el lleidatanisme del segle xxi que es començà a desenvolupar a partir de l'any 2013 a través de les xarxes socials. La iniciativa, dinamitzada per una figura anònima, el Senyor Postu, combina l'humor sobre l'anomenat postureig (gestos o posicionaments que hom duu a terme guiat per les aparences i l'opinió aliena més que per una motivació genuïna), l'humor basat en tòpics lleidatans (així com l'autoafirmació d'un cert orgull lleidatà) i la realització d'accions solidàries i de recaptació de fons destinats a diverses associacions i entitats de Ponent. L'any 2018, després d'haver recaptat i destinat més de 100.000 euros a iniciatives solidàries, Postureig Lleida va ser distingit amb una menció especial als premis Empresa Solidària de Lleida.

## Història

### De l'humor a les iniciatives solidàries
El 23 de març de 2013, en plena proliferació de perfils a les xarxes socials dedicats a les diverses facetes del postureig, es crearen perfils a Twitter i Facebook dedicats al postureig de Lleida. Les primeres intervencions eren purament humorístiques i en clau clarament lleidatana, però ja al setembre d'aquell mateix any el dinamitzador d'aquests perfils aprofità l'embranzida de l'humor lleidatanista per a reformular un acudit semàntic consistent en la publicació d'una imatge inspirada en l'icònic «I ♥ NY» de Milton Glaser amb el lema «I ♥ popes» —terme propi del català nord-occidental per referir-se als pits—, en una iniciativa solidària: la confecció i venda de xapes amb aquest lema per tal de destinar els beneficis obtinguts —3.600 euros, que l'any 2014 ja s'havien incrementat fins a superar els 5.000 €— a l'Associació de Dones Intervingudes de Mama (ADIMA). La bona rebuda de la iniciativa per part de la ciutadania va animar al dinamitzador dels perfils digitals a repetir l'experiència tot dissenyant i posant a la venda una xapa amb el lema «I ♥ bigotis» —evocant la iniciativa Movember— per tal de destinar els beneficis obtinguts a l'Institut de Recerca Biomèdica de Lleida i per a crear una unitat funcional de càncer de pròstata a l'Hospital Universitari Arnau de Vilanova i a l'Hospital de Santa Maria.
La bona rebuda d'aquestes accions solidàries es veié seguida de la realització de quatre iniciatives més de disseny i venda de xapes amb diverses versions del lema «I ♥…», amb la intenció de destinar els beneficis a quatre entitats lleidatanes més. En aquest cas es tractà de les xapes «I ♥ Boira», «I ♥ Peluts», «I ♥ Aplec» i «I ♥ Somriures», amb les que s'aconseguí aplegar més de 20.000 euros que foren destinats respectivament a ajudar persones sense llar, a través de la Fundació Arrels, les protectores d'animals lleidatanes —Amics dels Animals del Segrià, la protectora Lydia Argilés i ProGat—, a ajudar persones en risc d'exclusió social a través de Creu Roja i Càritas, i a Down Lleida, una entitat que vetlla pel benestar de persones amb Síndrome de Down i treballa per a incorporar-les de manera activa dins de la societat.

### Consolidació
El perfil de Facebook de Postureig Lleida va superar els 10.000 seguidors el febrer de 2014, circumstància que va impulsar al dinamitzador a celebrar-ho amb una Postuparty, un esdeveniment festiu que aplegà 1.500 persones en una sala de festes de Lleida i que se saldà amb la recaptació de 1.000 euros que novament foren destinats a iniciatives solidàries. No obstant això, el salt qualitatiu a nivell de ressò mediàtic de Postureig Lleida tingué lloc l'estiu de 2014, quan la iniciativa #fruitadelleidachallenge esdevingué viral.
La proposta, clarament inspirada en l'Ice Bucket Challenge, consistia a compartir un vídeo o una fotografia consumint fruita i reptar a persones a repetir l'acció. Aquesta iniciativa tenia com a objectiu promoure el consum de fruita conreada per agricultors i cooperatives de Ponent, bo i fomentant el consum de proximitat i ajudant un sector que l'estiu d'aquell any es veié perjudicat per la crisi de preus i el veto rus a les importacions de fruita. El fenomen esdevingué ràpidament viral gràcies al gran nombre d'adhesions i al ressò obtingut pel suport que hi donaren figures públiques destacades, i fou el moment que Postureig Lleida va passar a ser conegut més enllà de les comarques de Ponent.
Durant la campanya de Nadal de 2014 es va dur a terme una nova iniciativa solidària, aquest cop amb l'objectiu de recaptar fons per al Banc dels Aliments mitjançant la venda de xapes amb el lema «I ♥ Allioli», amb les que s'aconseguí aplegar 1.400 €.

### Lo#Postullibre
L'èxit aplegat des del moment que es crearen els diversos perfils de Postureig Lleida a les xarxes socials va engrescar al seu dinamitzador a publicar un llibre on es repassa la seva història mitjançant un recull de publicacions, comentaris, piulades i contextualitzacions del propi dinamitzador d'aquests perfils. El llibre, titulat Soc de l'Oest. Lo #Postullibre del Sr. Postu fou un èxit de vendes per la diada de Sant Jordi de 2015, de tal manera que ja abans de la diada la primera edició, de 3.000 exemplars, va haver d'ampliar-se amb una segona edició de 1.500 llibres més per a poder fer front a la demanda. Novament, i en la línia de les iniciatives solidàries que cvan aracteritzen Postureig Lleida, part dels beneficis obtinguts per la venda del llibre es van destinar a diverses entitats i associacions sense ànim de lucre de Ponent.

### Època recent (2015-present)
Un cop consolidat com un dels fenòmens més influents de Ponent dels darrers anys, Postureig Lleida ha mantingut les activitats i el tarannà que l'han caracteritzat des dels seus inicis. Les iniciatives solidàries, acompanyades del preceptiu disseny i comercialització de xapes amb versions del lema I ♥…», continuen vertebrant la seva activitat tot i que actualment estan notablement diversificades, car ja s'ha arribat a la vintena de dissenys i entitats col·laboradores. A més, en aquesta època també es presentaren i comercialitzaren altres productes, com la postubirra o el postucaganer, creats amb la intenció de diversificar l'origen de les donacions. L'any 2016, el conjunt d'iniciatives solidàries resultà en una recaptació de 10.000 euros, una xifra que l'any següent s'enfilà fins als 25.000.
Paral·lelament, Postureig Lleida ha continuat dinamitzant les xarxes socials amb aportacions humorístiques i reivindicatives de la realitat quotidiana, algunes d'alta viralitat. No obstant això, és en aquesta època que transcendeix l'àmbit purament solidari, humorístic o de comentari d'actualitat per entrar als cercles del debat social i fins i tot polític. Així, doncs, Postureig Lleida ha estat incorporat com una faceta més a tenir en compte dins del fenomen del lleidatanisme més recent, i ha participat activament d'iniciatives relacionades amb el procés independentista català.

## Senyor Postu
L'activitat del Postureig Lleida està dinamitzada per una figura anònima, coneguda com a Senyor Postu, que administra els perfils a les xarxes socials, crea continguts i lidera les diverses iniciatives que s'han anat duent a terme. Malgrat la seva popularitat, l'anonimat es manté perquè a les aparicions públiques del Senyor Postu, aquest sempre vesteix una màscara de Spider-Man, duu ulleres de sol i un barret de palla dels que hom acostuma a portar durant l'Aplec del Caragol de Lleida. En diverses ocasions, el Senyor Postu ha manifestat que prefereix restar en l'anonimat tant per a mantenir una certa privacitat, en tant que el Senyor Postu i qui hi ha darrere d'aquesta iniciativa no sempre comparteixen les visions i opinions que es manifesten públicament, i perquè la seva voluntat és que el protagonisme de les iniciatives solidàries i humorístiques de Postureig Lleida no recaigui en la persona que les dinamitza, sinó en l'efecte que s'aconsegueix.